# Запрудер, Абрахам
Абрахам Запрудер (англ. Abraham Zapruder — Эйбрахам Запрудер; при рождении — Абрам Израилевич Запрудер; 15 мая 1905, Ковель, Волынская губерния, Российская империя — 30 августа 1970, Даллас, Техас, США) — американский бизнесмен, производитель женской одежды, который 22 ноября 1963 года снял 26-секундный документальный любительский фильм, запечатлевший убийство президента США Джона Кеннеди.

## Биография
Абрам Запрудер родился в еврейской семье в Ковеле Волынской губернии. В 1920 году (по другим данным — в 1906) его семья — родители Израиль Моисеевич Запрудер (1875—1960) и Анна Запрудер (1883—1936), сёстры Ида (в замужестве Фельд, 1898—1984) и Фаня — эмигрировала в США, где поселилась в Бруклине, Нью-Йорк. Абрам изучал ночью английский язык, а днем работал закройщиком в швейном районе Манхэттена. Женился в 1933 году. В 1941 году Запрудер переехал в Даллас на работу в местную компанию спортивной одежды под названием Нардис. В 1949 году он стал соучредителем компании по производству одежды Jennifer Juniors, Inc. Её офис находился в здании «Дал-Текс-билдинг», № 501 по улице Элм-стрит, через улицу от склада школьных учебников, из которого, по официальной версии, стрелял убийца Джона Кеннеди.
22 ноября 1963 года Запрудер вышел на перекресток Дили-плаза с 8-мм кинокамерой «Белл-Хауэлл», чтобы снять проезд президента США по Элм-стрит, и таким образом заснял убийство Джона Кеннеди. Фильм Запрудера оказался самой полной съемкой события и важнейшим вещественным доказательством по делу. Запрудер в тот же день передал копию фильма Секретной службе, а через несколько дней продал права на использование фильма журналу «Лайф». Часть вырученных денег он пожертвовал вдове полицейского Типпита, которого Освальд убил 22 ноября.
Абрахам Запрудер умер от рака желудка в 1970 году в Далласе.
В 1994 году Библиотека Конгресса внесла фильм Запрудера в Национальный реестр фильмов, куда включаются фильмы, имеющие «культурное, историческое или эстетическое значение».
Жена (с 1933 года) — Лилиан Шаповник (англ. Lillian Schapovnik, во втором браке Гроссман, 1913—1993), двое детей.

## Память
В 2007 году был снят фильм под названием «Кадр 313», который рассказывает об истории его жизни. Роль Запрудера в кинодраме 2013 года «Парклэнд» исполнил номинант на премию «Оскар» Пол Джаматти.